# 弗蘭基AL-48半自動霰彈槍
弗蘭基AL-48（英語：Franchi AL-48；AL推斷為Auto Loading，「自動裝填」）是一款由意大利槍械製造商路易吉·弗蘭基所設計和生產的半自動散彈槍，發射12、20、28鉛徑霰彈。
該槍有著12鉛徑、20鉛徑和28鉛徑型號。它採用了约翰·勃朗宁為白朗寧Auto-5所研發的專利級槍機。每一發都藉由長後座行程作用完成射擊循環。
原廠型號配備了核桃木製槍托和前護木。弗蘭基還提供了一款短槍托型號，與一款裝有“威爾士親王”槍托的型號。

## 資料來源
1. ↑   (PDF).   [December 23, 2013]. （原始内容 (PDF)存档于2014-08-27）.
2. ↑  Wallack, LR. "Sixty Million Guns". 1983. In Gun Digest Treasury, Harold A. Murtz, editor, DBI Books. 1994 p.194 ISBN 0873491564
3. ↑  .   [October 29, 2011]. （原始内容存档于2012-01-24）.

## 外部連結
- （英文）—Franchi 48 AL product page